# Хайнрих Паул Франц II фон Мансфелд-Фордерорт
Хайнрих Паул Франц II фон Мансфелд-Фордерорт (на немски: Heinrich Paul Franz von Mansfeld-Vorderort Graf von Fondi; * 6 юли 1712 в Прага; † 15 февруари 1780 в Прага) е граф на Мансфелд-Фордерорт, 3. княз на Мансфелд (1717 – 1780) и 3. княз на Фонди (1751) в провинция Латина, регион Лацио, Централна Италия.
Той е син на княз Карл Франц граф фон Мансфелд-Фордерорт (1678 – 1717), 2. княз на Фонди, и съпругата му Мария Елеонора фон Мансфелд (1682 – 1747), дъщеря на чичо му граф Хайнрих Франц фон Мансфелд (1640– 1715), княз на Фонди, и графиня Мария Луиза д' Аспремон-Нантевил (1652 – 1692).
Със смъртта на син му Йозеф Венцел Йохан Непомук фон Мансфелд († 31 март 1780), 4. княз на Мансфелд (1780), граф на Фонди, който катастрофира с карета, родът изчезва по мъжка линия през 1780 г.

## Фамилия
Хайнрих Паул Франц II фон Мансфелд-Фордерорт се жени на 4 декември 1734 г. за графиня Мария Йозефа фон Тун-Хоенщайн (* 9 септември 1714; † 17 септември 1740), дъщеря на граф Йохан Франц Йозеф фон Тун-Хоенщайн (1686 – 1720) и графиня Мария Филипина Йозефа фон Харах-Рорау-Танхаузен (1693 – 1763). Те имат един син:
- Йозеф Венцел Йохан Непомук фон Мансфелд-Фордерорт (* 12 септември 1735; † 31 март 1780), граф на Мансфелд-Фордерорт, граф, 4. княз на Мансфелд (1780), граф на Фонди, женен на 9 февруари 1764 г за Елизабет фон Регал (* 21 февруари 1742)

Хайнрих Паул Франц II фон Мансфелд-Фордерорт се жени втори път на 9 април 1741 г. в Прага за графиня Мария Йозефа Чернин фон Худениц (* 19 юни 1722; † 15 януари 1772, Прага), дъщеря на граф Франтишек Йозеф Чернин фон Худениц (1697 – 1733) и контеса/графиня Изабела Йохана Мария де Мероде (1703 – 1780). Те имат шест деца:
- Йохан Георг фон Мансфелд-Фордерорт (* 30 юни 1744; † 1763)
- Анна Мария Исабела Лудмила Йохана Адалберта Михаела Франциска фон Мансфелд-Фордерорт-Фонди (* 29 август 1750, Прага; † 21 октомври 1794, Виена), омъжена на 6 януари 1771 г. за княз Франц Гундакар I фон Колоредо-Мансфелд (* 28 май 1731, Виена; † 27 октомври 1807, Виена), син на княз Рудолф Йозеф фон Колоредо (1706 – 1788)
- Хайнрих Георг Каспар фон Мансфелд (* 18 декември 1752)
- Мария Хенриета фон Мансфелд-Фордерорт (* 1 ноември 1754; † 30 януари 1780), омъжена на 18 януари 1778 г. за граф Антон Йозеф Лесли (* 20 февруари 1734; † 22 февруари 1802)
- Мария Елеонора фон Мансфелд-Фордерорт (* 11 май 1756; † 26 февруари 1815), омъжена на 21 ноември 1775 г. за граф Йохан Адолф II фон Кауниц (* 10 август 1750; † 1826)
- Мария Поликсена фон Мансфелд-Фордерорт (* 23 септември 1757; † 1775)